# Börje
För andra betydelser, se Börje (olika betydelser).

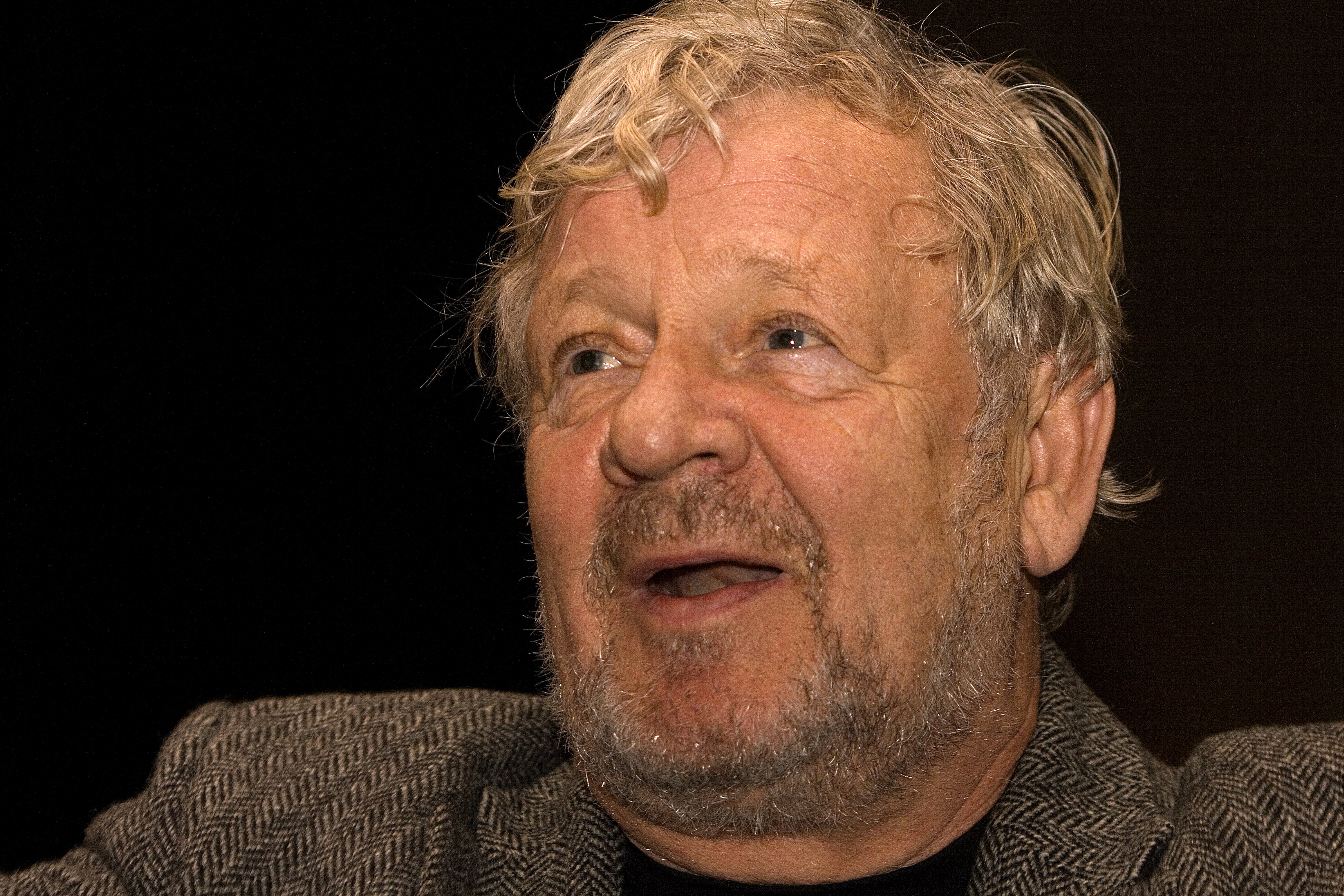
Den svenske skådespelaren Börje Ahlstedt

Mansnamnet Börje är ett gammalt fornnordiskt namn, känt i alla nordiska språk. Det är etymologiskt samma namn som Birger. Börje är en nedärvd, kontinuerligt använd och språkhistoriskt ljudlagsenlig form. Namnformen Birger kan dels ha sitt ursprung i en medeltida förändring av Börjes och Birgers gemensamma ursprungsform Birghir, varefter Birger sedan kontinuerligt varit känt, och tidvis kommit att uppfattas som en korrektare form; dels kan formen Birger ses som en från fornspråket upptagen form, som blev populär på grund av en nationalromantisk preferens för en förmodat medeltida form.

## Betydelse
Namnets Börje/Birgers betydelse och etymologi är omdiskuterad. Det kan vara – mest troligt – en kortform till äldre namn som började på Berg‐. En annan möjlig etymologi – mindre trolig – är att det betyder ”den som hjälper”, bildat till verbet bärga, runsvenska bjarga, alltså en nomen‐agentis‐bildning. En tredje möjlighet är att det är en adjektivbildning till urgermanska *berʒō femininum ”hjälp”. Dessa tre förslag förutsätter utgångsformen *BerʒiaR i urgermanska/urnordiska. En fjärde hypotes är ett samband med namnledet ‑ger (spjut), runsvenska ‑gæiRR.

## Ljudhistoria
Namnet Börje/Birger kommer av fornsvenska Birghir som uttalades med tonande velar frikativa  [ɣ], alltså [ˈbirɣir]. Tonande velar frikativa stavades med ⟨gh⟩ i fornsvenska och utvecklades till /j/ efter /r/ i standardnusvenska. Birghir torde ha haft accent 2 under tidig medeltid, eftersom ordet var tvåstavigt och tonaccenten troligen vuxit fram under fornnordisk tid.
Namnet Börje/Birger är en ija‑stam; ija‑stammar slutade på ‑ir i fornsvenska, vilket regelbundet utvecklas till ordslut på ‑e i nusvenska.. Detta  förklarar att formen Börje idag har accent 2 (som i ànden av ande, inte ánden av and) ) i nutidsspråket. Namnets tidigare utvecklingsstadier har sedan den nordiska synkopen varit tvåstavigt, vilket ledde till uttal med accent 2 sedan fornnordisk tid. Namnet hade troligen accent 2 på medeltiden (som i Börje), inte accent 1 som i det nutida Birger. Vokalen i andra stavelsen i fornsvenska Birghir eller Birgher är alltså ingen svarabhaktivokal (inskottsvokal) av den typ som förekommer i a‑stammar som ordet dager, som på ett stadium varit enstavigt (dagr) och därför uttalas med accent 1 (akut accent).
Första vokalen ‑i‑ i Birghir labialiserades till ett ‑y‑ och sänktes sedan till ett ‑ö‑. Vokalen ‑i‑ labialiserades under påverkan av den bilabiala konsonanten /b/, vilket gav formen Börje efter vokalöppning (sänkning).

## FormenBirger

### Två olika former av namnet uppkom på medeltiden
Redan under äldre fornsvensk tid förekommer skrivningar som genitivformen Birghirs i stället för den reguljära ija‑stamsböjningen med genitiv Birghis. Det utljudande ‑r tolkades alltså som en del av ordstammen, snarare än en nominativändelse, och den omtolkade stammen böjdes som en a‑stam. (Se artikeln ija‑stam för en förklaring av den språkhistoriska bakgrunden.)
Alltså utvecklades ursprungsformen Birghir till två former av namnet:
1. Birghir  (med stavningsvarianter som Birgher) med  innovationen genitiv Birghirs ( eller Birghers, med flera varianter)
2. Birghe eller Birge och dylikt, med genitiv Birghis (Birges och dylikt)

Den första formen har givit upphov till Birger, med samma struktur och böjning som namnet Sverker. Den andra har utvecklats till former av Börje‐typ. (Dessutom fanns sedan 1400-talet varianter med utljudande ‑l som Bergil, Birgel och dylikt, men de formerna används inte i dag (2017)).

### Orsaker tillBirgersförekomst i nutida svenska
Formerna utan utljudande ‑r, inklusive de ljudlagsenliga formerna av typen Börje, levde enligt Roland Otterbjörk vidare som ”bondenamn” i skiftande former (Berge, Beriel, Birgel, Böril, Börje). Frågan är, hur typen Birger kommit att finnas kvar i nutida svenska.
Namnformen Birger har enligt Elof Hellquist i modern tid upptagits från fornspråket. En annan möjlighet är att Birger med utljudande ‑r levt kvar, därför att ”Birger tidvis har uppfattats som en mera korrekt form [än Börje-varianterna]”. Man jämföre med sådana dubbelformer – den ena kortare och folklig, den andra längre och boklig – som Bengt och Benedikt(us), Jan och Johan(nes) – om vilka det funnits ett medvetande om, att de var samma namn. Till den ombildade formen Birgers fortlevnad och sentida spridning som tilltalsnamn kan också ha bidragit att Birgerus sedan medeltiden var den latiniserade, och därför i skrift ofta använda formen, när latin var ett av Sveriges skriftspråk.
Mot Elof Hellquists uppfattning – att formen Birger upptagits ur fornspråket (vilket förutsätter att den vid någon tidpunkt varit ur bruk) – talar, att Birger kontinuerligt använts i historiska skrifter på 1500‐, 1600‐ och 1700-talen, och som namn på 1600‐talspersoner i samtida dokument, varvid det latiniserade Birgerus, Birger och Börje omväxlande användes. Det är visserligen vanskligt att draga slutsatser om, vad en person ”egentligen” hette i äldre tid, eftersom namnskicket standardiserades först omkring 1700, men skrivningen Birger har tydligen förekommit kontinuerligt sedan medeltiden.
Även om namnformen Birger har använts kontinuerligt sedan medeltiden, åtminstone i skrift, fick Birger ny popularitet genom den nationalromantiska nordiska namnrenässansen. Under 1800‐talet ökade Birger som dopnamn. Språkrensaren och ivraren för ”nordisk svenska” Viktor Rydberg manade 1874 till ökat bruk av Birger, och dess införande i almanackan, vilket skedde 1901.

### Birgersform
Om Elof Hellquists uppfattning i någon mån är riktig, att den nutida namnformen Birger upptagits ur fornspråket, kan i så fall missförståndet ha skett, att Birger kom att uttalas som en a‑stam med nominativändelse bestående av svarabhakti‐vokalen ‑e‑ plus ‑r, alltså med accent 1 som i Jerker, slarver och dager. Den förmodade nysvenska formen för en ija‑stam är annars utljudande ‑e och accent 2, som i Börje. Men troligare är, att uttalet av Birger grundades på en redan etablerad tradition, när namnet blev vanligt under nordiska namnrenässansen, eftersom skrivningen Birger var i bruk på 1500‐ till 1700‐talen.

### Nutida bruk
Den nutida namnformen Birger kan kanske, trots likheten, icke anses direkt motsvara det ursprungliga ija‑stamsböjda namnet Birghir; ej heller är Börje nödvändigtvis en ”sidoform” till Birger, som påstås i vissa namnlexika, eftersom Börje utvecklats i talspråket från ursprungsformen. Båda är utvecklingar ur det ija‑stamsböjda Birghir: Börje genom organisk utveckling, och Birger genom paradigmbyte (se artikeln ija‑stam) och genom bokspråklig tradition. I nutida svensk historielitteratur används dock konventionellt namnformer som Birger jarl, även när medeltida källskrifter har former som Birge jerl (vilken språkligt sett skulle kunna moderniseras till Börje järl; se artiklarna Omljud och Jarl för formen järl). Ett av få historiska verk som inte helt stillatigande ändrar alla namnvarianter till Birger är det historisk‐topografiska uppslagsverket Det medeltida Sverige, som har  Börje som hänvisningsform för medeltida personer som ”normaliserat” benämns Birger, inklusive Birger jarl.
På grund av den konventionella normaliseringen till Birger omnämns inte medeltida personer, som i källor kallades Birge, Børje och dylikt, med en organiskt framvuxen modern namnform; detta till skillnad från medeltida personer med namn som Bændikt och Hakun, vilka normaliseras enligt principen att den nysvenska folkliga namnformen används (Bengt, Håkan).

## Andra språk
Børge är den danska och norska stavningen av Börje. Den isländska formen är Birgir (genitiv Birgis), vilken alltså inte, trots likheten, självklart motsvarar svenska Birger, utan med lika rätt kan sägas motsvara Börje. En övergång av isländska ija‑stammar (som Birgir) till böjning med ‑r‐ tillhörigt ordstammen (genitiv Birgirs, dativ Birgiri) har varit på väg att äga rum (och finns fortfarande i icke standardspråk bland islänningar), men har motarbetats av språkpuristiska skäl. I färöiska har förändringen ägt rum. Det standardisländska Birgir (genitiv Birgis) kan sägas stå närmast svenska Börje, medan färöiska Birgir (genitiv Birgirs) kan sägas stå närmast Birger, eftersom det fullbordat införlivandet av  ‑r i ordstammen.

## Statistik
Börje var mycket vanligt under 1940-talet; det hade sin starkaste period 1930–49. Men det är i dag ovanligt som tilltalsnamn/förstanamn bland de yngsta. Den 31 december 2005 fanns det totalt 27 312 personer folkbokförda i Sverige med namnet, varav 9 983 med det som tilltalsnamn/förstanamn. År 2003 fick 40 pojkar namnet, men ingen fick det som tilltalsnamn/förstanamn. 2017 hade ungefär 7 500 personer namnet som tilltalsnamn.
Birger har inte blivit lika vanlig som tilltalsnamn som Börje.

## Namnsdag
Namnsdag för Börje är 9 juni. I den ursprungliga svenska namnsdagslängden (före 1901) fanns varken Börje eller Birger. I 1901 års namnsdaglängd var 9 juni Börjedagen, vilket var ett skämt av dåvarande namnlängdskommittén – 9 juni var tidigare Primus namnsdag (Primus betyder ”den förste”). Birgers namnsdag var 21 oktober. Eftersom Birger och Börje kommit att uppfattas som skilda namn fick de skilda namnsdagar. År 2001 återförenades Börje och Birger;  Birger flyttades till Börje‐dagen 9 juni, emedan etymologisk frändskap är en av den nya namnlängdskommitténs beslutsprinciper.
I den finlandssvenska namnsdagslängden har Börje namnsdag 17 juni sedan 1995, tillsammans med Birger. Före det hade Börje namnsdag 20 oktober 1929–1994.

## Personer med namnet Börje/Børge/Börge/Birgir
- Börje Ahlstedt, skådespelare
- Börje Andersson, "Röde Börje", politiker (S), statsråd
- Börje Crona, översättare och författare
- Börje Heed, journalist och radioman
- Börge Hovedskou, dansk konstnär
- Börje Hörnlund, politiker (centerpartist), landshövding
- Börje Leander, fotbollsspelare, OS-guld 1948
- Börje Mellvig, skådespelare
- Börje Mårelius, flöjtist
- Børge Riisbrigh, dansk filosof
- Börje Salming, ishockeyspelare
- Börje Svanström, ämbetsman
- Börje Tjäder (1919–2008), nordist
- Börje Vestlund (1960–2017), politiker (socialdemokrat)
- Börje Westlund (född 1939), nordist
- Sigurjón Birgir Sigurðsson, isländsk författare, poet och sångtextförfattare
- Børge Rosenbaum, artistnamn Victor Borge, dansk pianist och komiker

Medeltida personer vars namn normaliserats till Birger skulle kunna listas här i enlighet med principen att medeltida namn vanligen normaliseras till organiskt utvecklade nysvenska namnformer; se ovan.

### Personer med efternamnet Börje
- Gideon Börje (1891–1965), konstnär

### Fiktiva figurer
- Börje Lundin, ett av rockmusikern Eddie Meduzas alter egon